# EDC Paris Business School
EDC Paris Business School este o școală privată de afaceri cu sediul în districtul La Défense din Paris. A fost fondată în 1950. EDC oferă un program de doctorat și programe de master în administrație în marketing, finanțe, antreprenoriat și alte discipline. Programele sunt acreditate de organismele CGE, EPAS și UGEI. Peste 15.000 de elevi au trecut prin școală, dintre care unii au continuat cu cariere în lumea afacerilor și a politicii, precum Jean Todt, președintele Federația Internațională de Automobilism.